# Earth 2100
Earth 2100 là một chương trình truyền hình do Đài truyền hình Mỹ (ABC) phát sóng vào ngày 2 tháng 6 năm 2009 và được chiếu trên Kênh Lịch sử vào tháng 1 năm 2010. Chương trình được dẫn bởi nhà báo Bob Woodruff của đài ABC, chương trình kéo dài hai giờ đã vạch ra những viễn cảnh xấu nhất trong tương lai nếu con người không hành động trước những vấn đề hiện tại hoặc sắp xảy ra. Các vấn đề được giải quyết trong chương trình bao gồm biến đổi khí hậu, quá tải dân số và việc lạm dụng các nguồn năng lượng.
Các sự kiện diễn ra trong cuộc đời của một người kể chuyện hư cấu, "Lucy" (được kể thông qua hoạt hình), khi cô mô tả các sự kiện ảnh hưởng đến cuộc sống của cô như thế nào. Chương trình bao gồm các dự đoán về một Trái Đất hỗn loạn  vào năm 2015, 2030, 2050, 2085 và 2100 của các nhà khoa học, nhà sử học, nhà nhân chủng học xã hội và nhà kinh tế, bao gồm Jared Diamond, Thomas Homer-Dixon, Peter Gleick, James Howard Kunstler, Heidi Cullen, Alex Steffen và Joseph Tainter. Chương trình kết thúc bằng câu nói của nhà văn Alex Steffen: "Những đứa trẻ sinh ra ngày nay sẽ chứng kiến chúng ta vượt qua thử thách lớn nhất đầu tiên của nhân loại, đó là: liệu chúng ta có thể thực sự đủ khả năng để sống trên một hành tinh mà không phá hủy nó không?" 

## Kịch bản
Lucy sinh ngày 2 tháng 6 năm 2009 (được đổi thành ngày 1 tháng 1 năm 2009 trong những lần phát sóng tiếp theo), ở ngoại ô Miami và vẫn còn sống đến năm 2100. Vào năm 2015, các cuộc đàm phán về hành động chống biến đổi khí hậu đã không thành vì phương Tây không muốn chuyển giao công nghệ cho Ấn Độ và Trung Quốc, trong khi đó, gia đình Lucy chuyển ra khỏi ngoại ô và đến một căn hộ ở Miami sau tình trạng thiếu khí đốt kéo dài. Vài tháng sau, một cơn bão lớn tên Linda ập tới và san bằng phần lớn Miami, giết chết hàng nghìn người. Cô và cha mẹ chuyển đến San Diego. Cô trở thành một kĩ thuật viên y tế và gặp chồng mình, Josh, một kỹ sư, trong một cuộc biểu tình phản đối giá nước cao ở California vào năm 2030.
Vào năm 2050, họ và cô con gái mười chín tuổi Molly di chuyển đến Thành phố New York, chứng kiến những người Texas tuyệt vọng cầu xin để được đưa lên phía bắc. Josh bắt đầu việc xây dựng một đê ngăn lụt, nhưng khí CO2 nóng lên giải phóng khí mê-tan bị mắc kẹt ở Bắc Cực, gây ra hiện tượng nóng lên nhanh hơn.
Lucy rời thành phố với một số người bạn và chú chó của mình vào khoảng năm 2080, và cuối cùng tìm thấy con gái của mình, giờ cũng là một góa phụ giống mình, và cháu trai của cô. Ban đầu không có thông tin liên lạc với thế giới bên ngoài, cho đến khi ai đó thiết lập một đài phát thanh hai chiều, phát hiện ra các thành phố cũ đã trở thành những khu đô thị có tường bao quanh tương đối tân tiến, trong khi xung quanh là những người nghèo đói. Vào năm 2100, Lucy suy nghĩ về lời khuyên nào nên truyền cho cháu trai của mình, giờ đây cô đã từ chối nền giáo dục mà cô coi là đương nhiên, vì cô là người lớn tuổi nhất trên thế giới.

## Sự phát triển
Theo những tờ báo của ABC, Earth 2100 được coi là một "sự kiện truyền hình và Internet chưa từng có."  Giai đoạn đầu của dự án là một dự án " nguồn cung ứng cộng đồng " trực tuyến, nơi người xem được khuyến khích gửi các video tưởng tượng về cuộc sống vào năm 2015, 2050 và 2100 ở Châu Phi, Úc, Hoa Kỳ, Châu Âu, Ấn Độ, Nam Mỹ và Trung Quốc. Trong suốt mùa hè và mùa thu năm 2008, người dùng bắt đầu đăng các bài dự thi của họ trên trang web Earth 2100 và những video này được tập hợp lại thành một câu chuyện trên web cho thấy những hậu quả trên toàn thế giới của sự gia tăng dân số, cạn kiệt tài nguyên và biến đổi khí hậu.
Nhiều lần trì hoãn đã làm thay đổi hướng đi của dự án. Ban đầu, Earth 2100 được phát sóng vào tháng 9 năm 2008. Sau đó, một phần vì lý do cá nhân của nhà sản xuất Michael Bicks, chương trình đã được dời lại vào mùa xuân năm 2009. Sản phẩm cuối cùng đã sáng tạo trong việc sử dụng " tranh chuyển động " và câu chuyện  về Lucy, nhưng sử dụng rất ít cảnh quay do người dùng tạo.